# Museu de Gonzagão
O Museu de Gonzagão é dedicado à vida e à carreira de Luiz Gonzaga. Está localizado em Exu (630 km de Recife), sua cidade natal, no Parque Aza Branca, em Pernambuco.
O museu tem a maior coleção de peças originais do músico, conhecido como "Rei do Baião". Na coleção é possível encontrar sanfonas, chapéus, sandálias e gibão de couro, discos de ouro e fotografias, máquinas de gravar LP, medalhas, diplomas, obras de arte, parte do acervo pessoal de Gonzaga. A Todeschini, utilizada na homenagem a João Paulo II e até a sanfona de oito baixos que Luiz Gonzaga, em 1952, tocou junto com o pai na Rádio Nacional estão expostas no museu.
Há, ainda, uma réplica da casa de reboco onde Gonzagão nasceu e um viveiro de asas-brancas, além do mausoléu com seus restos mortais.
Logo ao lado do museu, está localizada a última casa, muito simples, em que Luiz Gonzaga morou. No primeiro cômodo, a sala em que o músico assistia televisão. O quarto de empregados, em vez de estar localizado nos fundos, fica no corredor principal, próximo à porta da frente. No oratório, estão as imagens de Padre Cícero e Frei Damião. Nas paredes, estão penduradas muitas fotos de viagens, shows e campanhas publicitárias. O quarto principal encontra-se no andar de cima, está praticamente intacto.
O museu recebeu em 2010 uma revitalização por parte da Fundação do Patrimônio Histórico e Artístico de Pernambuco (Fundarpe).